# Стил, Джонни
Джонатан Стил (англ. Jonathan "Jonny" Steele; род. 7 февраля 1986, Ларн) — североирландский футболист, полузащитник. Выступал за сборную Северной Ирландии.

## Клубная карьера

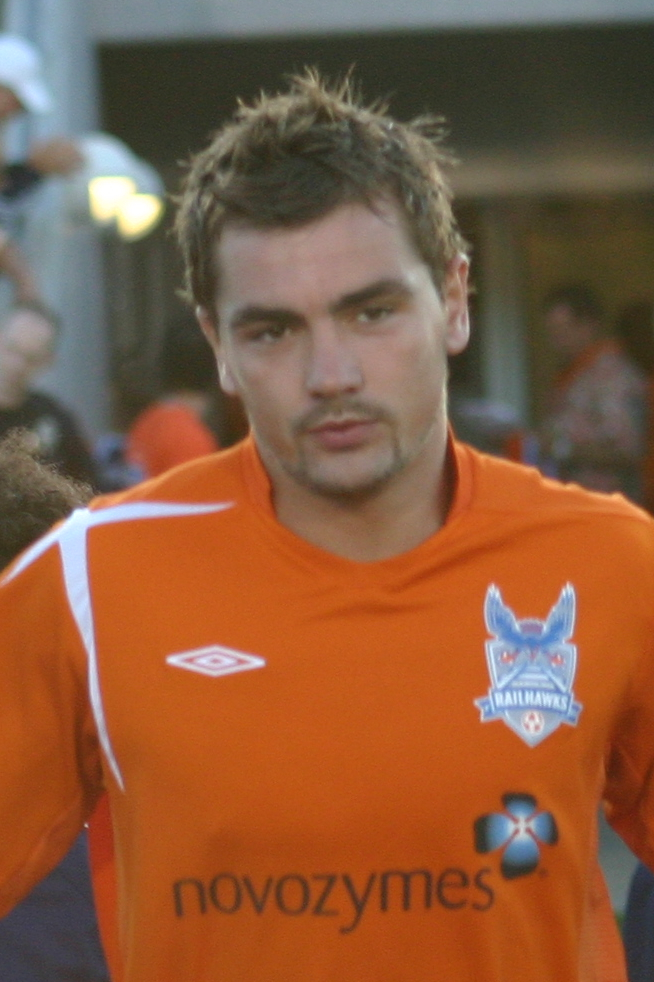
Стил в составе «Каролина Рэйлхокс»

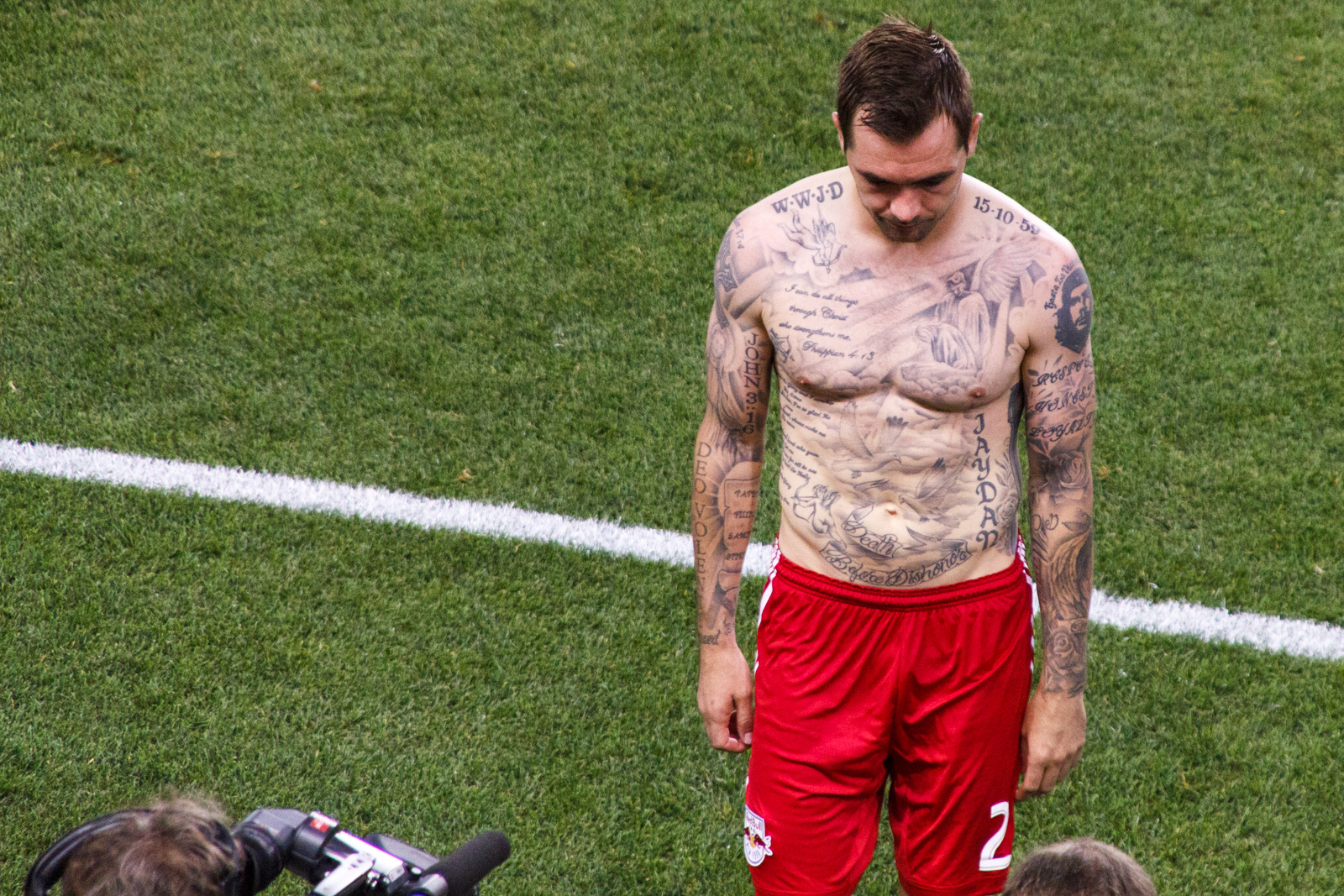
Татуировки Стила

Стил рос вместе с тремя братьями, недалеко от Белфаста. Джонни был трудным подростком и было решено отдать его в футбольную академию английского «Вулверхэмптон Уондерерс». После её окончания в возрасте 18 лет Джонни уехал в США и больше не возвращаться домой.
В США Стил пытался подписать контракт с клубом MLS «Далласом», но вместо этого оказался в команде A-League «Сиракьюс Солти Догс». Позже он прилетел на родину, чтобы сыграть за молодёжную команду. После возвращения Джонни недолго поиграл за «Рочестер Рейджинг Райнос». В 2006 году он вернулся в Северную Ирландию, где принял участие в нескольких матчах за «Баллимена Юнайтед».
Весной 2007 года Стил вернулся в США и заключил соглашение с клубом USL-1 «Каролина Рэйлхокс». Сыграв 19 матчей он получил травму и выбыл до конца сезона. В начале 2008 года Джонни перешёл в «Пуэрто-Рико Айлендерс». В клубе он был одним из лидеров команды и по окончании сезона получил награду Самого полезного футболиста USL. 23 декабря 2009 года Стил подписал однолетний контракт с канадским «Ванкувер Уайткэпс», но 20 июля 2010 года перешёл в «Тампа-Бэй». 24 февраля 2011 года он на правах аренды вернулся в «Каролина Рэйлхокс».
1 марта 2012 года Джонни подписал контракт с клубом MLS «Реал Солт-Лейк». Предложение этой команды за два года до этого было им отвергнуто из-за желания выступать в Канаде. 18 марта в матче против «Нью-Йорк Ред Буллз» он дебютировал в MLS. 1 апреля в поединке против «Портленд Тимберс» Джонни забил свой первый гол за «Солт-Лейк». По окончании сезона 2012 «Реал Солт-Лейк» не продлил контракт со Стилом.
20 февраля 2013 года Стил подписал контракт с «Нью-Йорк Ред Буллз». Он сразу завоевал место в основе. 4 марта в матче против «Портленд Тимберс» Джонни дебютировал за быков. 21 апреля во встрече против «Нью-Инглэнд Революшн» он забил свой первый гол за клуб. В том же году Стил помог команде завоевать Supporters’ Shield. 10 июля 2014 года Стил расторг контракт с «Нью-Йорк Ред Буллз» по взаимному согласию сторон.
13 июля 2014 года Стил подписал двухлетний контракт с клубом чемпионата Австралии «Ньюкасл Юнайтед Джетс». За «Джетс» он сыграл в первых двух матчах сезона 2013/14, после чего выбыл из строя из-за травмы голеностопа. 23 декабря Стил и «Ньюкасл Джетс» расторгли контракт по обоюдному согласию.
8 января 2015 года Стил присоединился к клубу Североамериканской футбольной лиги «Миннесота Юнайтед». 30 июня он покинул «Миннесоту Юнайтед».
12 января 2016 года Стил подписал контракт с «Оттава Фьюри».
14 июля 2016 года Стил перешёл в «Майами».
В мае 2019 года Стил присоединился к клубу «Рамсгит» из Дивизиона один юг Истмийской лиги, восьмого уровня футбола Англии.

## Международная карьера
В 2005 году в составе сборной Северной Ирландии до 19 лет Стил принимал участие в домашнем юношеском чемпионате Европы.
В апреле 2013 года после выдающихся выступлений Джонни в составе «Ред Буллз», он получил приглашение в сборную Северной Ирландии на серию товарищеских матчей, но на поле так и не вышел. 15 ноября в поединке против сборной Турции Стил дебютировал за национальную сборную.

## Достижения
Командные
 «Нью-Йорк Ред Буллз»
- Обладатель Supporters’ Shield — 2013